# تری‌اکتیل‌متیل‌آمونیوم بیس (تری‌فلوئورومتیل‌سولفونیل) ایمید
تری‌اکتیل‌متیل‌آمونیوم بیس(تری‌فلوئورومتیل‌سولفونیل)ایمید (به انگلیسی: Trioctylmethylammonium bis(trifluoromethylsulfonyl)imide) با فرمول شیمیایی C
۲۵NH
۵۴C
۲F
۶NO
۴S
۲ یک ترکیب شیمیایی با شناسه پاب‌کم ۱۶۲۱۱۰۰۹ است. که جرم مولی آن ۶۴۸٫۸۴۹ g/mol می‌باشد. 